# 333 بادينيا
بادينيا هو الكويكب رقم 333 الذي تم اكتشافه من قبل عالم الفلك ماكس ولف من مرصد هايدلبرغ وكان ذلك في 19 مارس من عام 1892 في ألمانيا.